# Deer Park (Californie)
Deer Park est une census-designated place du comté de Napa, dans l'État de Californie, aux États-Unis,. En 2020, elle compte une population de 1 294 habitants.